# ヒエラクス (ギリシア神話)
ヒエラクス（古希: Ἱέραξ, Hierax）は、ギリシア神話の人物である。ヒエラックスとも表記される。「鷹」あるいは「隼」の意。主に、
- 系統不詳の人物
- マリアンデューノイ人

が知られている。以下に説明する。

## 系統不詳の人物
このヒエラクスは、アルゴスのイーオー神話に登場する系統不詳の人物である。アポロドーロスによると、ヘーラーが牝牛の姿に変じたイーオーを百目巨人アルゴスに監視させたとき、ゼウスはヘルメースに命じて密かにイーオーを救出しようとした。しかしヒエラクスがそれをアルゴスに漏らしたため、ヘルメースは秘密裏に行動することができず、投石によってアルゴスを殺さなければ、イーオーを救出することが出来なかった。

## マリアンデューノイ人
このヒエラクスは、小アジアのビーテューニア地方に住むマリアンデューノイ人である。ボイオスの『鳥類の系譜』に基づくアントーニーヌス・リーベラーリスの物語によると、正しく、賢い人物で、多くの人々から愛されていた。またデーメーテールへの信仰が篤く、神殿を建てて崇拝していたため、大地から豊かな収穫物を得ることができた。ところで、その頃のトロイアー人はポセイドーンを軽んじていたため、怒ったポセイドーンはデーメーテールの大地の実りを腐らせ、さらに海の怪物を送り込んで苦しめた。トロイアー人は神の怒りに耐えられず、ヒエラクスに助けを求めた。そこでヒエラクスは大麦や小麦をはじめ種々の食料をトロイアーに送ったが、ポセイドーンは怒って彼をその名前の通り、ヒエラクスと呼ばれる鳥に変えてしまった。しかしポセイドーンは姿形だけではなく性格をも変えてしまった。ヒエラクスはそれまで多くの人間を救った人物であったが、鳥になった後は多くの鳥類を殺す存在に変わった。そのため人々に愛された存在から鳥類に嫌われる存在となった。